# Le Cahier noir
Pour plus de détails, voir Fiche technique et Distribution.
Le Cahier noir est un drame historique franco-portugais réalisé par Valeria Sarmiento, sorti en 2018.

## Synopsis
Laura est une paysanne qui a la charge de s'occuper d'un jeune orphelin, alors que les révolutions menacent d'embraser l'Europe au crépuscule du XVIIIe siècle.

## Fiche technique
- Titre : Le Cahier noir
- Titre original : O Caderno Negro[1]
- Réalisation : Valeria Sarmiento
- Scénario : Carlos Saboga, d'après le roman Livro Negro de Padre Dinis de Camilo Castelo Branco
- Photographie : Acácio de Almeida
- Montage : Luca Alverdi
- Musique : Jorge Arriagada
- Costumes : Rute Correia
- Production : Paulo Branco
  - Coproduction : Carlos Bedran
  - Production déléguée : Ana Pinhao Moura
- Sociétés de production : Leopardo Filmes et Alfama Films
- Sociétés de distribution : Leopardo Filmes (Portugal) et Alfama Films (France)
- Pays de production :  Portugal et  France
- Langue originale : français
- Genre : drame historique
- Durée : 113 minutes
- Dates de sortie :
  - Canada : 7 septembre 2018 (Festival international du film de Toronto)
  - France : 3 octobre 2018
  - Portugal : 11 octobre 2018[2]

## Distribution
- Lou de Laâge : Laura / Lelia
- Stanislas Merhar : Cardinal Rufo
- Niels Schneider : le marquis Léopold de Lusault
- Jenna Thiam : Suzanne de Montfort
- Fleur Fitoussi : Gervaise
- David Caracol : António
- François Deblock : le prince Andrea de Parma
- Joana Ribeiro : Charlotte Corday
- Grégoire Leprince-Ringuet : Napoléon Bonaparte
- Victória Guerra : Marie-Antoinette
- Catarina Wallenstein : Concettina
- Joaquim Leitão : Pozzebonelli
- Daniela Melchior : la fille au Palais Serbelloni